# Henry Swieca
Henry Alexander Swieca, född 1957, är en amerikansk företagsledare som är medgrundare för den multinationella hedgefonden Highbridge Capital Management, LLC, där han också var delad VD och CIO mellan 1992 och 2009.
Han avlade en filosofie kandidat vid Stony Brook University och en master of business administration vid Columbia Business School.
Den amerikanska ekonomitidskriften Forbes rankar Swieca till att vara världens 1 496:e rikaste med en förmögenhet på 1,8 miljarder amerikansk dollar för den 23 juli 2020.